# Hundt und Alten-Grottkau
Hundt und Alten-Grottkau (auch Hund und Altengrotkau) ist der Name eines 1316 zuerst erwähnten schlesischen und oberlausitzschen Adelsgeschlechts, das umfänglich in Schlesien und im Kurfürstentum Sachsen begütert war.
Die Familie ist nicht zu verwechseln mit anderen gleichnamigen, aber nicht verwandten Adelsgeschlechtern, die den Namen „Hundt“ oder „Hund“ führten, darunter die oberpfälzischen Hundt, die fränkischen Hund von Wenkheim und die oberbayerischen Hundt zu Lautterbach.

## Geschichte
Das Geschlecht erscheint erstmals urkundlich 1316 mit Nikolaus Hunt (Canis), mit dem auch die ununterbrochene Stammreihe beginnt. Seit 1363 ist die Familie auf Alt-Grottkau nachweisbar, sie brachte einige höhere Beamte und Würdenträger hervor und sammelte über die Jahrhunderte umfangreichen Landbesitz. Eine Linie (Rudolph Hildebrand von Hundt und Alten-Grottkau) wurde am 10. März 1720 in Breslau in den Freiherrenstand und 1726 in den böhmischen alten Herrenstand erhoben.
Die schlesische Linie geht auf Heinrich von Hundt und Alten-Grottkau um 1480 zurück. Dessen gleichnamiger Sohn war Komtur des Malteserordens in Glatz, wo er 1518 das Amt des Burggrafen von Glatz und 1523–24 das Amt des Landeshauptmanns der Grafschaft Glatz bekleidete. In Urkunden kommen zwar schon um 1300 Johann und Christoph von Hund vor, es ist jedoch nicht nachweisbar, dass sie zur nachmaligen Altgrotkauer Linie gehörten. Der Vater des – vermutlich selbsternannten Reichsfreiherrn – Karl Gotthelf von Hund und Altengrotkau, Joachim Hildebrand von Hund, war kursächsischer Kammerherr und Großgrundbesitzer.

## Besitz
Die Familie besaß u. a. in Schlesien: Alt-Grottkau, Boithmannsdorf 1630, Brucksteine im Fürstentum Münsterberg 1650 und Brucksteine im Landkreis Münsterberg 1830, Fürstenau im Herzogtum Glogau 1455, Keltsch (Gr. Strehlitz) 1664, Kosel im Fürstentum Neisse, 1650 und 1830, Naselwitz im Herzogtum Brieg 1455, Neudorff im späteren Kreis Groß Strehlitz 1664, Petschkendorff im späteren Kreis Lüben 1600, Pitschen im Kreis Neumarkt 1746, Podlesch im Kreis Cosel 1811, Pogarth im Herzogtum Münsterberg 1689, Rachen im Herzogtum Breslau 1708, Reisewitz im Fürstentum Neisse 1620, Wolfersdorf im späteren Landkreis Sprottau 1715. In der Oberlausitz u. a.: Bärwalde (Hoyerswerda) 1710, Cunersdorf 1647, Dollwitz 1618, Ebersbach (Görlitz) 1719, Laucha, Lipsa, Lieske (Malschwitz), Merzdorf, Moenau, Rauden, Gut Oberkittlitz 1690 und 1731; Siebenhufen (Görlitz), Rittergut Unwürde 1607 und 1718. In der Provinz Sachsen: Obhausen 1699, Pratau (Wittenberg) 1699 und 1763, Reinsdorf (Querfurt) 1670, Schlettau (Merseburg) 1680; sowie in Ostpreußen Grallau (Neidenburg).

## Persönlichkeiten

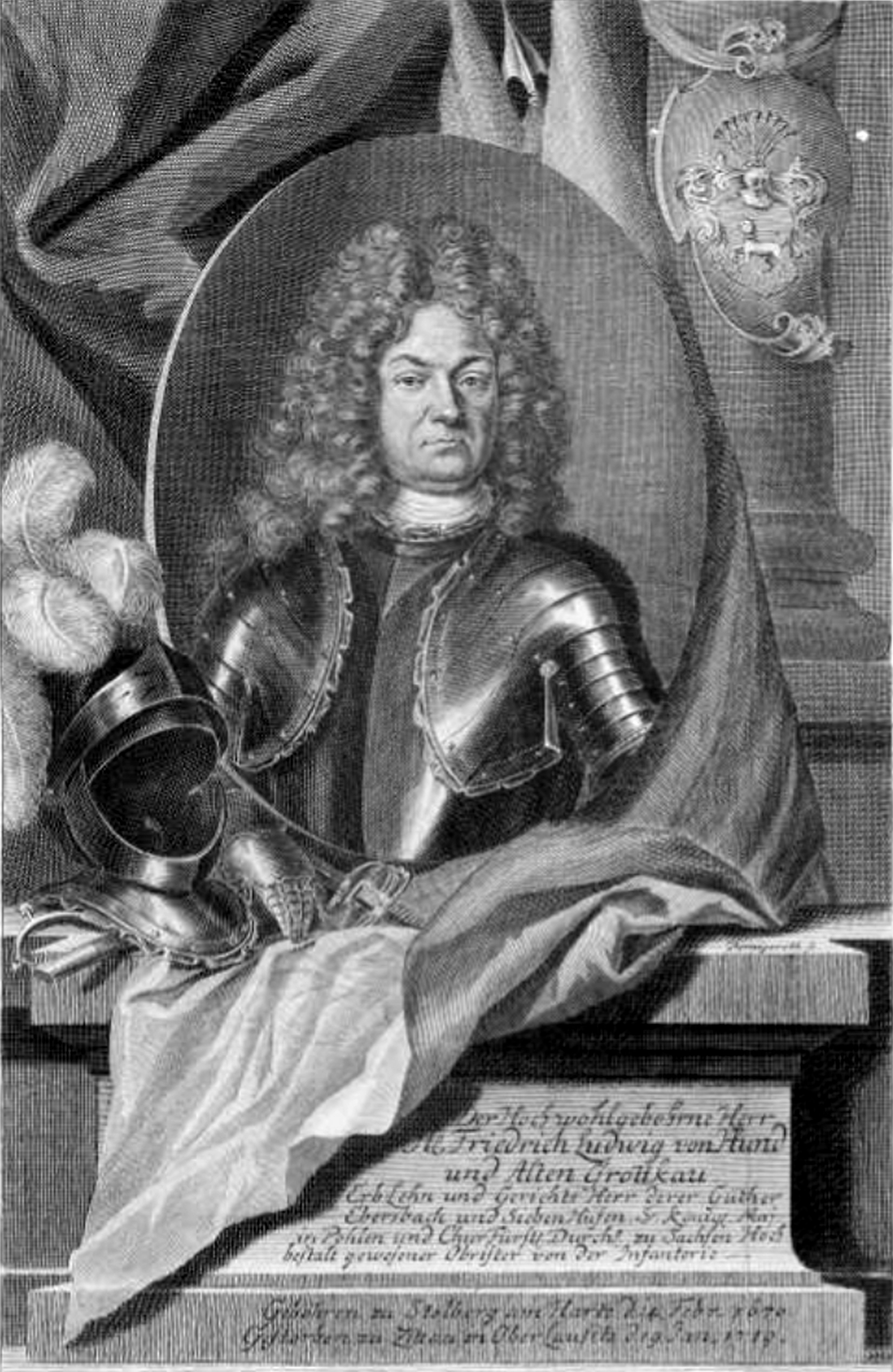
Friedrich Ludwig von Hund und Altengrottkau

- Hildebrand von Hund und Altengrotkau, 1591[4] fürstlich liegnitzscher Rat; ⚭ Anna von Rothkirch a.d.H. Sebnitz
  - Wentzel von Hund und Altengrotkau auf Rause und Unwürde; fürstlich liegnitzscher Rat; ⚭ Ursula von Köckritz und Friedland
    - Heinrich Wentzel von Hund und Altengrotkau (* 9. September 1625); ⚭ Anna Maria von Ziegler zu Cunewalda
      - Joachim Hildebrand von Hund und Alten Grottkau (* 18. November 1651 Unwürde; † 12. Dezember 1722), königlich polnischer kurfürstlich sächsischer Rat und Landesältester des Budissiner Kreises; ⚭ (I) 25. Oktober 1678 Anne Sophie von Metzradt († 1705 Budissin); 10 Kinder
        - Joachim Hildebrand von Hund und Alten Grottkau auf Moenau, Merzdorf, Rauden, Unwürde und Lieske (* 1686; † 11. April 1731), königlich poln. kurfürstlich sächsischer Kammerrat; ⚭ 1710 Sophia Elisabeth von Wehlen
          - Karl Gotthelf von Hund und Altengrotkau
- Hans Ludwig von Hund und Alten Grottkau auf Boithmannsdorf († 1645 Trachenberg), 1642 k.u.k. Rittmeister in der Schlacht bei Leipzig, 1645 Major; ⚭ 16. Juli 1639 Erfurt Maria Elisabeth von Eberstein (Schwester des Feldmarschalls Ernst Albrecht von Eberstein, † 1670 Groß-Obringen)[8][9], 3 Söhne
  - Ludwig Dietrich von Hund und Alten Grottkau (* 19. Juli 1645 Reinsdorf), Holländischer Rittmeister; ⚭ (I) 18. April 1669 Neuhaus mit Anne Margaretha von Zanthier († 1671 in Stolberg (Harz))
    - Friedrich Ludwig von Hund und Alten Grottkau[10] (* 14. Februar 1670 in Stolberg (Harz); † 19. Januar 1719 in Zittau), Erb-, Lehn- und Gerichtsherr der Güter Ebersbach und Siebenhufen; 1680 Schüler in Halberstadt; Feldzüge in Brabant und Ungarn, als Oberstleutnant schwed. Gefangenschaft in Göteborg, Obrist eines sächs. Infanterie-Regiments[11][12]
- Johann Eugen von Hundt und Alten Grottkau (1762–1803), preußischer Landrat

## Wappen
Blasonierung: im blauen Feld ein nach links gehender weißer Hund. Auf dem weiß-blau bewulsteten Helm ein Fächer rot blühender Nelken. Später Helm mit Freiherrnkrone.
Alternativ: In Blau ein silberner Hund mit goldenem Halsband. Auf dem gekrönten Helm mit blau-silbernen Decken neun rote Nelken an ihren grünen Stielen wachsend.

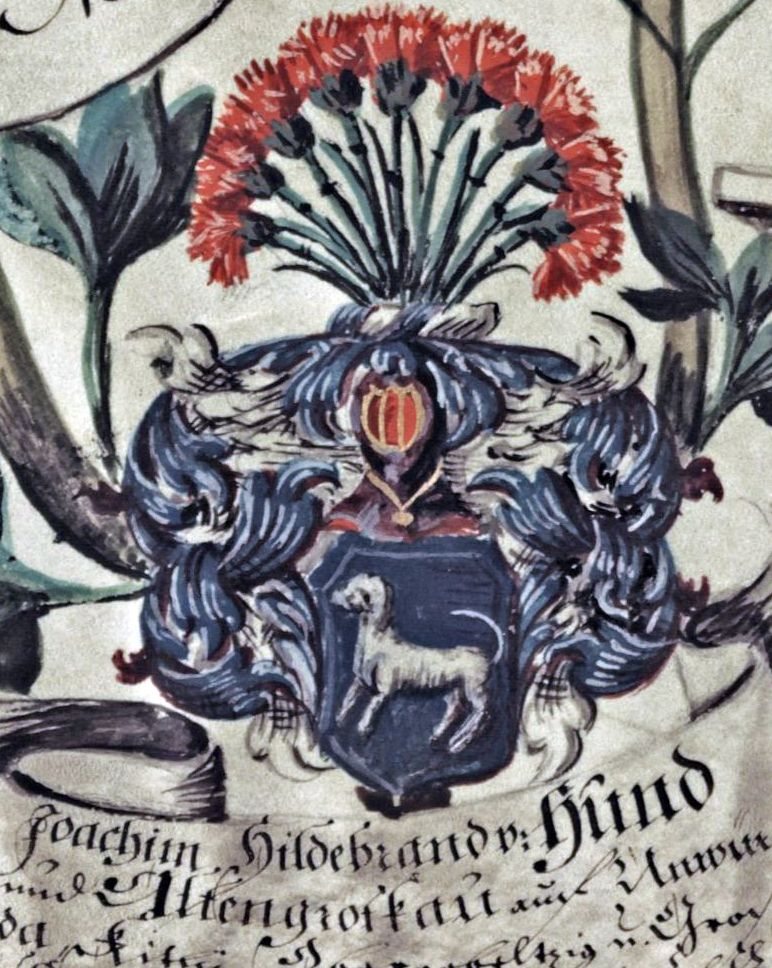
Wappen derer von Hundt und Altengottkau, Ahnenprobe 1719
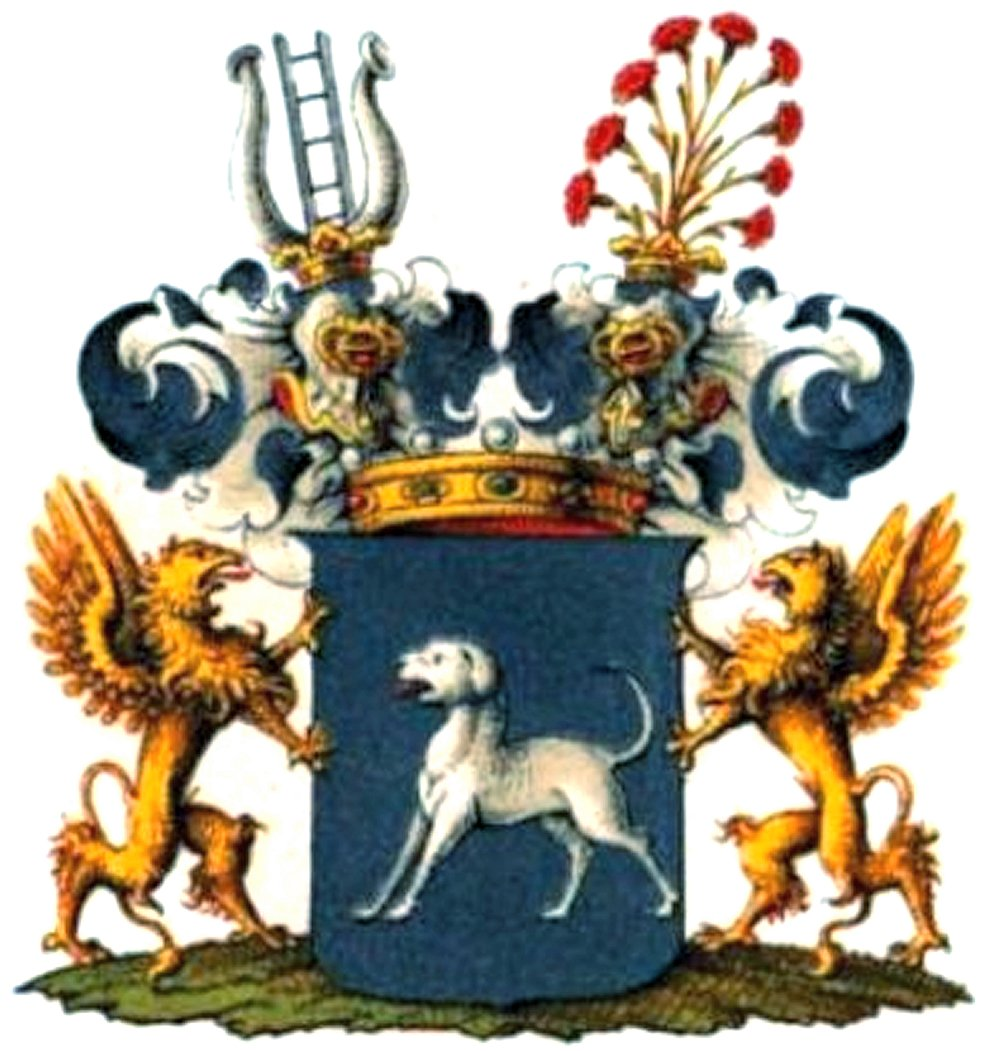
Wappen der Freiherren Hundt und Alten-Grottkau